# 奇蹟 (1992年電影)
《奇蹟》（英語：Lorenzo's Oil）是美國1992年的一套劇情片，由乔治·米勒執導，尼克·诺尔蒂、蘇珊·莎朗頓、詹姆斯·瑞布霍恩及彼得·尤斯汀諾夫主演。電影改編自真人真事，描述奧古斯都·奧登（Augusto Odone）及米凱拉·奧登（Michaela Odone）為他們患了腎上腺腦白質失養症的兒子尋找治療的故事。
此片主要於1991年9月至1992年2月在匹兹堡拍攝；獲最佳女主角和最佳原创剧本兩個奧斯卡金像獎提名。

## 外部連結
- 互联网电影数据库（IMDb）上《Lorenzo's Oil》的资料（英文）
- AllMovie上《Lorenzo's Oil》的资料（英文）
- 爛番茄上《Lorenzo's Oil》的資料（英文）
- Box Office Mojo上《Lorenzo's Oil》的資料（英文）